# 凱倫·絲克伍

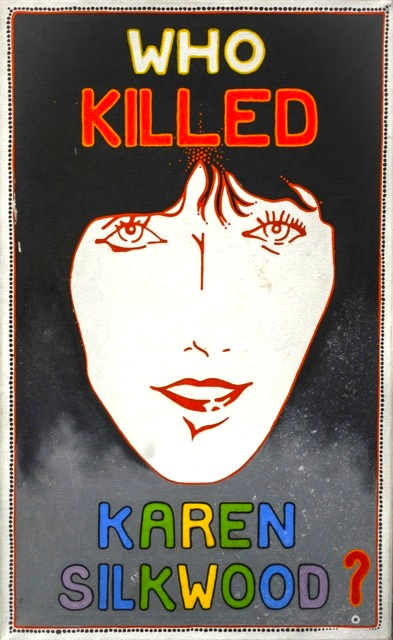
凱倫·絲克伍 (Karen Silkwood)

凱倫·絲克伍（Karen Gay Silkwood，1946年2月19日—1974年11月13日）是美國化學技術人員和工會活動家。她因神秘死亡而廣為人知，這是針對化工公司勝利的訴訟標的科麥奇。她的故事被麥克·尼可斯改編為電影《絲克伍事件》。

## 生平
她曾在俄克拉何馬州西馬隆燃料製造工廠（Cimarron Fuel Fabrication Site）工作。她之後加入工會，成為工會談判小組的成員。
1974年11月3日，她離奇死亡。
她的家人起訴科麥奇公司，陪審團要求科麥奇公司為核外泄汙染事件負責。科麥奇公司與當地居民達成庭外和解，賠償1,380,000美元，雖然不承認法律責任。